# Harald G. Schweim
Harald G. Schweim (* 18. August 1950 in Elmshorn) ist ein deutscher Pharmazeut. Er ist seit Dezember 2004 Professor für „Drug Regulatory Affairs“ der Universität Bonn, Fachbereich Pharmazie und befasst sich unter anderem mit Arzneimittelfälschungen.

## Aus- und Weiterbildung
Harald Schweim absolvierte nach dem 2-jährigen Pharmaziepraktikum (damals 1. Abschnitt der Apotheker-Ausbildung) seinen Zivildienst in einer Universitäts-Krankenhausapotheke. Anschließend studierte er nach einigen Semestern Chemie an der Universität Hamburg Lebensmittelchemie und Pharmazie. Er wurde dort 1981 im Fach Pharmazeutische Chemie promoviert und habilitierte im gleichen Fach 1989. Später folgten berufsbegleitende Weiterbildungen zum Medizininformatiker (1999), Fachapotheker für Arzneimittelinformation (1999) und Fachapotheker für öffentliches Gesundheitswesen (2001).

## Beruflicher Werdegang
Als Privatdozent bzw. apl. Professor lehrte Schweim an der Universität Hamburg (1989), an der Freien Universität Berlin (1992) und an der Universität Bonn (1999). Bis 1992 arbeitete er weiter als Wissenschaftler an der Universität Hamburg.
Harald Schweim leitete ab 1992 die Abteilung „Arzneimittelzulassung“ im Institut für Arzneimittel (AMI) des Bundesgesundheitsamts (BGA) in Berlin sowie ab 1994 den Fachbereich „Arzneimittelzulassungen“ im neu gegründeten Bundesinstitut für Arzneimittel und Medizinprodukte (BfArM). 1996 wurde ihm die Leitung des Deutschen Instituts für Medizinische Dokumentation und Information (DIMDI, Köln) übertragen. Die Leitung des Bundesinstituts für Arzneimittel und Medizinprodukte (BfArM, Bonn) als Präsident übernahm er von 2000 (bei gleichzeitiger kommissarischer Leitung des DIMDI bis Juni 2002) bis 2004. Im März 2004 wurde er für sechs Monate in das damalige Bundesministerium für Gesundheit als „Beauftragter für internationale Fragen der Arzneimittelqualität“ abgeordnet. 
Im Dezember 2004 erfolgte die Ernennung zum Universitätsprofessor für "Drug Regulatory Affairs" an der Universität Bonn. Neben dem Aufbau des Studienganges zum "Master of Drug Regulatory Affairs" beobachtet Schweim die Entwicklungen in der deutschen Gesundheitspolitik. Er vertritt die Meinung, dass die gesetzliche Freigabe des Versandhandels für Arzneimittel zu einer zunehmenden Verbreitung von Arzneimittelfälschungen geführt hat.

## Mitgliedschaft in wissenschaftlichen Gesellschaften
- Deutsche Gesellschaft für Regulatory Affairs (DGRA)
- Deutsche Gesellschaft für Medizinische Informatik, Biometrie und Epidemiologie (GMDS)
- Deutsche Pharmazeutische Gesellschaft (DPhG)
- Gesellschaft Deutscher Chemiker (GDCh)